# Предварительное расследование (журнал)
«Предварительное расследование» (біл. Папярэдняе расследаванне; науково-практичний журнал) — офіційне видання Слідчого комітету Республіки Білорусь, у якому публікуються наукові статті про проблеми правоохоронної діяльності, протидії злочинності.

## Історія
Науково-практичний журнал «Попереднє розслідування» заснований Слідчим комітетом Республіки Білорусь у 2017 році. Перший випуск був опублікований у червні 2017 року. У 2018 році журнал увійшов до переліку наукових публікацій Республіки Білорусь де публікуються результати дисертаційних робіт ВАК Республіки Білорусь та до Російського індексу наукового цитування (РИНЦ).

### Нагороди
- Золота Літера
- Грамота лауреата конкурсу республіканських ЗМІ «Золотий лист»
- Премія конкурсу імені Володимира Даниловича Спасовича.

У 2019 році журнал виграв національний медіа-конкурс «Золотий лист».

## Про журнал
Журнал «Попереднє розслідування» виходить один раз в півріччя. Робочі мови: білоруська, російська, англійська. У ньому надруковані статті вірменських, білоруських, російських і українських авторів за такими основними науковими напрямками, як: криміналістика, кримінальний процес, кримінальне право, історія правоохоронних органів.
Також у виданні публікуються відомості про найбільш значимі події Слідчого комітету Республіки Білорусь: результатами міжнародного співробітництва, конференцій і семінарів, колегій, про участь співробітників Слідчого комітету в суспільному житті Білорусі, спортивних і культурно-масових заходах тощо.
До складу редакційної ради журналу входить низка видатних вчених з Білорусі, України, Вірменії та Росії. Так, членами редакційної ради є Тацій Василь Якович, президент Національної академії правових наук України, ректор Національного юридичного університету ім. Ярослава Мудрого, академік НАН України та доктор юридичних наук, член-кореспондент Академії правових наук України Капліна Оксана Володимирівна.